# Schein (Band)
Schein war eine 1999 im bayerischen Freising gegründete Funk-Rock-Band.

## Geschichte
Ihre ersten musikalischen Schritte machten sie in Jamsessions, wo sich dann auch die endgültige Besetzung festlegte. Die Band konnte bereits 2003 ihren ersten Erfolg feiern, nämlich als „Münchener Band des Jahres“ und veröffentlichte 2004 ihr Debütalbum Gestatten Sie. Darauf folgte eine Tour mit über 300 Konzerten in Deutschland, Österreich, der Schweiz und einigen Konzerten in Italien und Spanien. Zwei Jahre nach dem Erscheinen der ersten Platte erschien im Jahr 2006 das zweite Album ExtraPortion, das an typischen Schein-Sound anknüpft und sich schwer nur auf den Begriff Funk festlegen lässt. 2008 gewannen Schein den Austrian Newcomer Award als beste ausländische Band. Ihr drittes Album heißt Wir sind der Funk und erschien am 6. März 2009 über Rough Trade Distribution in Deutschland, Österreich und der Schweiz. Ihr letztes Konzert spielten sie am 26. Dezember 2011 in Freising.

## Stil
Hauptsächlich lässt sich die Musik von Schein auf Funk-Rock zurückführen. Beispielsweise lassen sich bei dem Titel Wir fliegen (ExtraPortion 2006) Parallelen zu den Red Hot Chili Peppers in der Bass-, Gitarren- und Gesangsstimme feststellen. Schein machen eine Mischung aus Funk, Rock und Power-Pop-Elementen. Die Süddeutsche Zeitung schrieb: „Schein klingen wie die Red Hot Chili Peppers, die Beck mit Bläsern spielen und deutsch dazu singen.“

## Diskografie
- 2004: Gestatten Sie
- 2006: ExtraPortion
- 2009: Wir sind der Funk